# Jettingen (Haut-Rhin)
Jettingen település Franciaországban, Haut-Rhin megyében. Lakosainak száma 508 fő (2022. január 1.). Jettingen Zaessingue, Helfrantzkirch, Berentzwiller, Steinsoultz és Franken községekkel határos.

## Népesség
A település népességének változása:
| Lakosok száma | 505  | 511  | 520  | 502  | 497  | 500  | 500  | 495  | 508  |
|               | 2013 | 2015 | 2016 | 2017 | 2018 | 2019 | 2020 | 2021 | 2022 |